# Groß Rönnau
Groß Rönnau er en by og en kommune i det nordlige Tyskland, beliggende i Amt Trave-Land under Kreis Segeberg. Kreis Segeberg ligger i den sydøstlige del af delstaten Slesvig-Holsten.

## Geografi
Groß Rönnau ligger omkring fire kilometer nord for Bad Segeberg ved floden Trave. Mod vest går Bundesstraße B 404/Bundesautobahn 21 fra Bad Segeberg mod Bad Oldesloe, mod syd går B 206 fra Bad Segeberg mod Lübeck.